# 1/35 ミリタリーミニチュアシリーズの一覧
1/35 ミリタリーミニチュアシリーズの一覧は、タミヤより発売されている、1/35スケールのミリタリーモデルの一覧である。

## 1/35ミリタリーミニチュアシリーズ
1. ドイツ戦車兵セット
2. ドイツ歩兵セット
3. ドイツ シュビムワーゲン水陸両用車
4. アメリカ戦車兵セット
5. イギリス 6ポンド対戦車砲
6. ドイツ キューベルワーゲン
7. イギリス歩兵セット
8. ドイツ アフリカ軍団セット
9. ドイツ II号戦車F/G型
10. ドイツ将校セット
11. ドイツ III号戦車
12. ドイツ パラシューターセット
13. アメリカ歩兵セット
14. ドイツ III号突撃砲G型
15. アメリカ ジープ ウィリスMB
16. ドイツ BMW R75サイドカー
17. ドイツ 88mm砲 Flak36/37

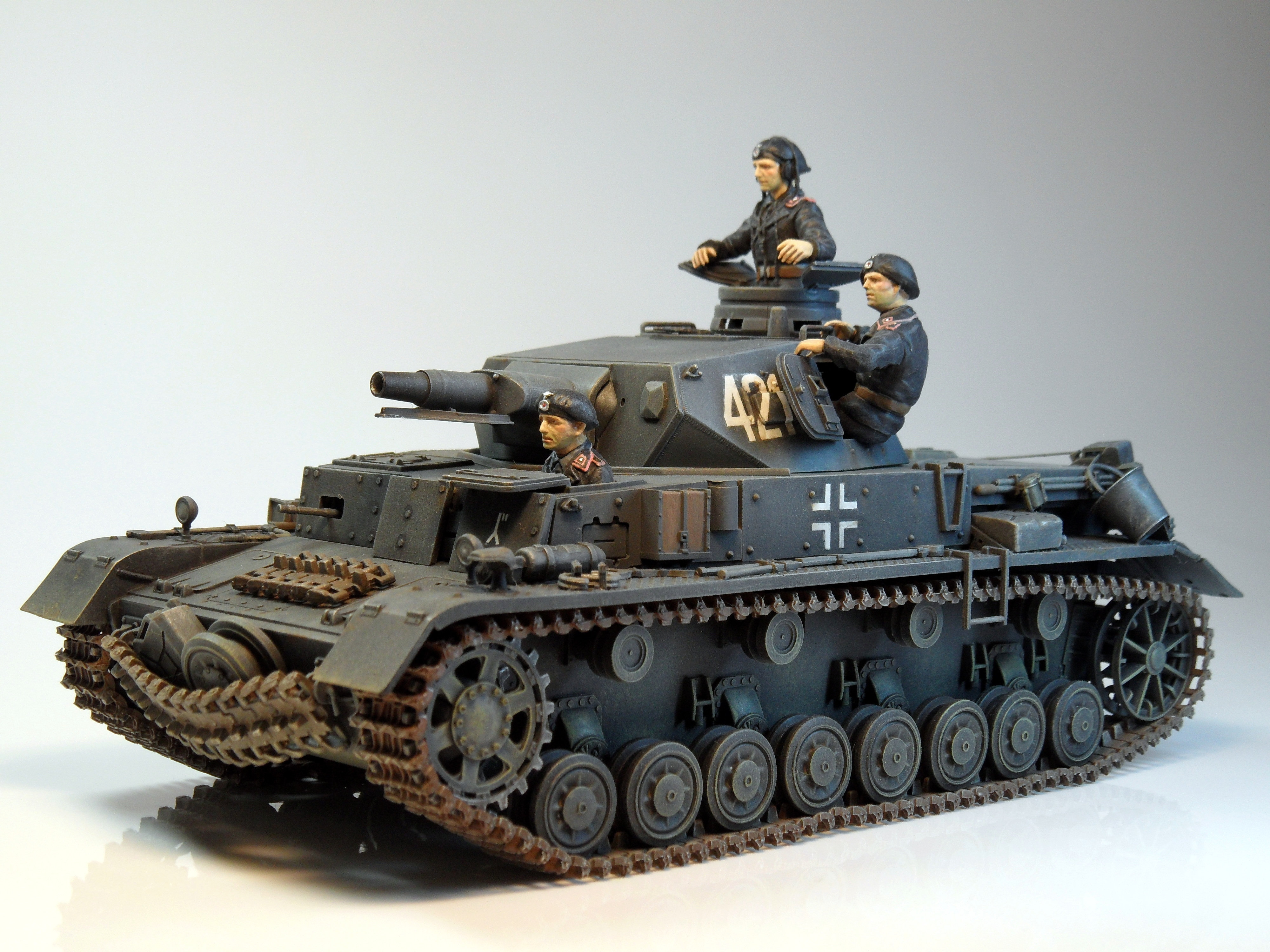
No.96 ドイツ IV号戦車D型

18. イギリス スカウトカー ダイムラーMk.II
19. ドイツ 戦車兵セット（1番の『ドイツ戦車兵セット』に、戦車兵1体とドラム缶を追加したキット）
20. ドイツ ハノマーク兵員輸送車
21. ロシア フィールドカーGAZ-67B
22. ロシア歩兵セット
23. ツェンダップKS750 ＆ BMW R75
24. イギリス マチルダMk.II
25. 土のうセット
26. ジェリカンセット
27. バリケードセット
28. レンガセット
29. ドイツ ケッテンクラート
30. ドイツ歩兵 突撃セット
31. ドイツ砲兵セット
32. イギリス第8軍（英語版）歩兵セット「砂漠のネズミ」
33. イギリス S.A.Sジープ
34. イタリア M13/40 カーロ・アルマート
35. ドイツ 37mm対戦車砲
36. ドイツ 8輪重装甲車（英語版） Sd.Kfz.232
37. ドイツ アフリカコーアセット
38. ドイツ歩兵 機関銃チームセット
39. アメリカ M3リーMk.1中戦車
40. アメリカ M113装甲兵員輸送車
41. イギリス M3グラントMk.1中戦車
42. アメリカ M3スチュアート軽戦車
43. アメリカ フォードGPAジープ水陸両用車
44. イギリス 25ポンド砲 ＆ クォード・ガントラクター
45. イギリス クォード・ガントラクター
46. イギリス 25ポンド砲
47. ドイツ 75mm対戦車砲
48. アメリカ歩兵 G.Iセット
49. ソビエト T-34/76中戦車 1942年型
50. ドイツ 8tハーフトラック4連装高射機関砲
51. ドイツ 4輪装甲偵察車（英語版） Sd.Kfz.222
52. ドイツ ホルヒ1a大型軍用乗用車
53. ドイツ将校 乗馬セット
54. ドイツ IV号戦車H型
55. アメリカ M41ウォーカーブルドッグ軽戦車
56. ドイツ タイガーI型重戦車
57. ドイツ キングタイガー重戦車
58. ドイツ ハンティングタイガー重駆逐戦車
59. ソビエト T-34/76中戦車 1943年型
60. ドイツ マーダーII対戦車自走砲
61. ドイツ歩兵 進撃セット
62. ドイツ フンクワーゲン無線指揮車
63. ソビエト KV-IIギガント重戦車
64. 西ドイツ レオパルト中戦車
65. ドイツ パンサー中戦車
66. ソビエト KV-I重戦車C型
67. 道標セット
68. イギリス チーフテンMk.V戦車
69. ドイツ ヤークトパンサー重駆逐戦車
70. アメリカ M3A2パーソナルキャリアー
71. アメリカ M577コマンドポスト
72. ソビエト SU-85襲撃砲戦車
73. ドイツ指揮官セット
74. テントセット
75. 日本 九七式中戦車 チハ
76. イギリス S.A.Sランドローバー ピンクパンサー
77. ドイツ IV号突撃榴弾砲 ブルムベアー
78. イタリア セモベンテ突撃砲
79. アメリカ将校 野戦会議セット
80. アメリカ コンバットクルーセット
81. アメリカ M16スカイクリーナー自走対空機関銃
82. イギリス ローバー7野戦救急車
83. アメリカ M21モーターキャリアー
84. アメリカ MPセット（軍用ハーレー付）
85. ドイツ IV号対空戦車 ヴィルベルヴィント
86. アメリカ歩兵 機関銃チームセット
87. ドイツ IV号突撃砲
88. ドイツ IV号駆逐戦車 ラング
89. イギリス ブレンガンキャリアー
90. 日本歩兵セット
91. ドイツ 20mm4連装高射機関砲38型
92. イギリス L.R.D.G デザートシボレー
93. ソビエト SU-122襲撃砲戦車
94. ドイツ高射砲兵セット
95. 日本 一式砲戦車
96. ドイツ IV号戦車D型
97. アメリカ M5A1ヘッジホッグ軽戦車
98. 西ドイツ マルダー歩兵戦闘車
99. 西ドイツ ゲパルト対空戦車
100. イギリス チャーチル・クロコダイル戦車
101. ドイツ IV号対空戦車 メーベルワーゲン
102. ドイツ 20mm対空機関砲38型
103. ドイツ フィールドキッチンセット
104. ドイツ クルップボクサー6輪軽トラック
105. ドイツ ホルヒ1a ＆ 20mm対空機関砲
106. イギリス野戦救急兵セット
107. M113A1ファイアーサポート
108. ソビエト T-62戦車
109. ドイツ親衛隊セット
110. アメリカ M8自走榴弾砲
111. ドイツ小火器セット
112. 西ドイツ レオパルトA4
113. ドイツ Sd.Kfz.250/3無線指揮車 グライフ
114. 陸上自衛隊 74式戦車
115. ドイツ Sd.Kfz.250/9軽装甲偵察車 デマーグ
116. アメリカ M106A1モーターランチャー
117. アメリカ機甲歩兵セット
118. ゼネラルセット
119. アメリカ迫撃砲兵セット
120. アメリカ M48パットン戦車
121. アメリカ小火器セット
122. アメリカ M4A3シャーマン戦車 75mm戦車砲搭載後期型
123. アメリカ M151A2フォード・マット ケネディジープ
124. アメリカ M1エイブラムス戦車
125. アメリカ M151A2トウミサイルランチャー
126. アメリカ M247ヨーク対空戦車
127. イスラエル メルカバ主力戦車
128. 動物セット
129. ドイツ歩兵 休息セット
130. アメリカ M151A2フォード・マット ＆ カーゴトレーラー
131. アメリカ M3ブラッドレー騎兵戦闘車
132. アメリカ M2ブラッドレー歩兵戦闘車
133. アメリカ現用陸軍歩兵セット
134. イギリス チャレンジャー主力戦車
135. アメリカ M113ACAVバトルワゴン装甲騎兵強襲車
136. アメリカ LVTP7A1シードラゴン水陸両用車
137. 日本 九七式中戦車改 新砲塔チハ
138. ソビエト T-34/85中戦車
139. アメリカ M4A3E2中戦車 ジャンボ
140. アメリカ M60A3戦車
141. アメリカ現用アクセサリーセット
142. ソビエト KV-1B重戦車
143. アメリカ ハマー M242ブッシュマスターキャリア
144. ドイツ 8tハーフトラック 3.7cm対空機関砲フラックザウリア
145. ドイツ 3.7cm対空機関砲37型
146. ドイツ タイガーI型重戦車 後期生産型
147. ドイツ ハノマークD型 カノーネンワーゲン
148. ドイツ 8tハーフトラック Sd.Kfz.7
149. ソビエト T-34/76中戦車　1943年型 チェリヤビンスク
150. アメリカ PBR31MK.II ピバー
151. ドイツ ハノマークD型 グランドスツーカ
152. アメリカ M2A2スーパーブラッドレー
153. アメリカ現用歩兵 デザートソルジャーセット
154. イギリス デザートチャレンジャー主力戦車
155. ドイツ ロケットランチャー41型 ホイレンデ・クー
156. アメリカ M1A1戦車 ビッグガン・エイブラムス
157. アメリカ M60A1戦車 リアクティブアーマー
158. アメリカ M1A1戦車 マインプラウ
159. アメリカ AAVP7A1強襲水陸両用車 アップガン・シードラゴン
160. ソビエト T-72M1戦車
161. アメリカ M42ダスター対空自走砲
162. ドイツ マルダー1A2ミラン歩兵戦闘車
163. 陸上自衛隊 61式戦車
164. ドイツ キングタイガー重戦車 ヘンシェル砲塔
165. ドイツ キングタイガー重戦車 連結式キャタピラセット
166. ドイツ キングタイガー重戦車用88mm砲弾セット
167. ドイツ キングタイガー重戦車 エッチンググリルセット
168. 陸上自衛隊 74式戦車 冬季装備
169. ドイツ キングタイガー重戦車 ポルシェ砲塔
170. ドイツ パンサーG型中戦車 初期型
171. ドイツ パンサーG型中戦車 連結式キャタピラセット
172. ドイツ パンサーG型中戦車 エッチンググリルセット
173. ドイツ パンサー中戦車用75mm砲弾セット
174. ドイツ パンサーG型中戦車 スチールホイール仕様
175. イギリス ブレンガンキャリアー ヨーロッパ戦線
176. ドイツ パンサーG型中戦車 後期型
177. ドイツ 38cm突撃臼砲ストームタイガー
178. ドイツ ストームタイガー用砲弾セット
179. ドイツ タイガーI型重戦車 エッチンググリルセット
180. ドイツ戦車兵 エンジン整備セット
181. ドイツ IV号戦車J型
182. ドイツ IV号戦車砲弾セット 長砲身型用
183. ドイツ IV号戦車 エッチングパーツ
184. ドイツ機関銃チーム 行軍セット
185. ドイツ IV号戦車 車外装備品セット
186. ドイツ ドラムカンセット
187. ドイツ戦車コーティングブレードセット
188. ドイツ戦車兵 砲弾搭載セット
189. ドイツ タイガーI型用88mm砲弾セット
190. アメリカ M4シャーマン戦車 初期型
191. アメリカ M4シャーマン用75mm砲弾セット
192. アメリカ歩兵 攻撃セット
193. ドイツ歩兵 迫撃砲チームセット
194. ドイツ タイガーI型重戦車 中期生産型
195. ドイツ ハノマークD型装甲兵員輸送車 シュッツェンパンツァー
196. ドイツ歩兵 アタックチームセット
197. ドイツ III号突撃砲G型 初期型
198. ドイツ III号突撃砲 砲弾セット
199. ドイツ III号突撃砲 エッチンググリルセット
200. ドイツ ヴェスペ自走榴弾砲
201. ドイツ戦車兵 小休止セット
202. ドイツ タイガーI型重戦車 中期型 オットー・カリウス搭乗車
203. ドイツ ヤークトパンサー駆逐戦車 後期型
204. ドイツ歩兵 装備品セット 大戦前・中期
205. ドイツ歩兵 装備品セット 大戦中・後期
206. アメリカ歩兵 装備品セット
207. ソビエト歩兵 進撃セット
208. 陸上自衛隊 90式戦車
209. ドイツ IV号戦車H型 初期型
210. イギリス チャーチルMk.VII歩兵戦車
211. ソビエト JS3スターリン3型重戦車
212. ドイツ歩兵 野戦会議セット
213. ドイツ Pkw.K1キューベルワーゲン82型
214. ソビエト戦車兵 小休止セット
215. ドイツ III号戦車L型
216. ドイツ タイガーI型重戦車 初期型
217. ドイツ タイガーI型重戦車 初期型用エッチンググリルセット
218. アメリカ 2 1/2t 6×6カーゴトラック
219. アメリカ ジープ ウィリスMB
220. ドイツ キューベルワーゲン エンジン整備セット
221. イギリス クロムウェルMk.IV巡航戦車
222. イギリス クロムウェルMk.IV巡航戦車 エッチンググリルセット
223. イギリス歩兵 巡回セット
224. ドイツ Pkw.K2s シュビムワーゲン166型
225. ドイツ シュタイヤー1500A/01大型軍用乗用車
226. ドイツ シュタイヤー1500A/01大型軍用乗用車用エッチンググリルセット
227. ドイツ タイガーI型重戦車 極初期型 アフリカ仕様
228. アメリカ M8グレイハウンド軽装甲車
229. 連合軍車輌アクセサリーセット
230. アメリカ 40t戦車運搬車ドラゴンワゴン
231. アメリカ 2 1/2t 6×6カーゴトラック アクセサリーパーツ
232. イギリス セントーMk.IV巡航戦車
233. ドイツ IV号対空戦車 ヴィルベルヴィント
234. アメリカ M20高速装甲車
235. ドイツ 大型軍用指揮官車 コマンドワーゲン
236. 陸上自衛隊 90式戦車マインローラ 92式地雷原処理ローラ装備
237. ドイツ IV号対空自走砲 メーベルワーゲン 3.7cm Flak43
238. ドイツ Pkw.K1 キューベルワーゲン82型 アフリカ仕様
239. ドイツ 18t重ハーフトラック FAMO
240. ドイツ歩兵 自転車行軍セット
241. ドイツ軍用オートバイ野戦伝令セット
242. ドイツ連邦軍 レオパルト2A5主力戦車
243. ドイツ 18t重ハーフトラック 戦車回収アクセサリーセット
244. アメリカ M26装甲戦車回収車
245. 陸上自衛隊 オートバイ偵察セット
246. ドイツ 18t重ハーフトラック 戦車運搬車
247. ドイツ 野戦炊事セット
248. ドイツ マーダーIII対戦車自走砲 7.62cm Pak36搭載型
249. イギリス ブレンガンキャリアー 強行偵察
250. アメリカ M4A3シャーマン中戦車 75mm砲搭載後期型 前線突破
251. アメリカ M4A3シャーマン中戦車 105mm榴弾砲搭載型 火力支援
252. ドイツ キングタイガー重戦車 アルデンヌ戦線
253. ドイツ戦車部隊 前線偵察チーム
254. アメリカ M26パーシング中戦車
255. ドイツ マーダーIIIM対戦車自走砲 7.5cm Pak40搭載型
256. ドイツ冬季装備歩兵 進撃セット
257. ソビエト T-55A中戦車
258. ドイツ マーダーIIIM用7.5cm砲弾セット
259. ドイツ クルップ・プロッツェ  Kfz.69 6×4 3.7cm対戦車砲牽引型
260. 陸上自衛隊 90式戦車 砲弾搭載セット
261. ドイツ パンサーG型 初期型 ツィメリット用エッチング付
262. ドイツ IV号戦車J型(ツィメリット用エッチング付)
263. アメリカ M1025 ハンビー ウェポンキャリヤー
264. アメリカ M2A2 ODS デザートブラッドレー
265. アメリカ M113A2デザートワゴン
266. アメリカ現用車輌装備品セット
267. アメリカ M1046 ハンビー BGM-71 TOW ミサイルキャリヤー
268. ドイツ 無線指揮車 フンクワーゲン（エッチングパーツ付）
269. アメリカ M1A2 エイブラムス イラク戦仕様
270. ドイツ4輪装甲偵察車（英語版） Sd.Kfz.222 （エッチングパーツ付）
271. ドイツ連邦軍 主力戦車 レオパルト2A6
272. ドイツ連邦軍 主力戦車 レオパルト2A5/A6 エッチングパーツセット
273. アメリカ M1A1/A2 エイブラムス エッチングパーツセット
274. イギリス主力戦車 チャレンジャー2 イラク戦仕様
275. 陸上自衛隊 軽装甲機動車 イラク派遣仕様
276. 陸上自衛隊 イラク派遣隊員セット
277. イギリス主力戦車 チャレンジャー2 エッチングパーツセット
278. 陸上自衛隊 90式戦車 エッチングパーツセット
279. フランス主力戦車 ルクレール シリーズ2
280. フランス主力戦車 ルクレール エッチングパーツセット
281. ドイツ III号突撃砲B型
282. フランス戦車 B1 bis
283. ドイツ 88mm砲 Flak36 “北アフリカ戦線”
284. フランス陸軍 UEトラクター
285. ドイツ駆逐戦車 ヘッツァー 中期生産型
286. ドイツ4輪装甲偵察車（英語版） Sd.Kfz.222 “北アフリカ戦線”
287. B1 bis 戦車 （ドイツ軍仕様）
288. フランス歩兵セット
289. ソビエト重戦車 JS-2 1944年型 ChKZ
290. ドイツ III号戦車N型
291. ドイツ 3トン 4×2 カーゴトラック
292. ドイツ II号戦車A～C型 （フランス戦線）
293. ドイツ歩兵セット （フランス戦線）
294. イタリア自走砲 M40 セモベンテ
295. ドイツ 重駆逐戦車 ヤークトタイガー 初期生産型
296. イタリア中戦車 M13/40 カーロ・アルマート
297. ドイツ 8輪重装甲車（英語版） Sd.Kfz.232 “アフリカ軍団”
298. ドイツ 野戦指揮官セット
299. ドイツ II号戦車C型 （ポーランド戦線）
300. イギリス歩兵戦車 マチルダMk.III/IV
301. シトロエン 11CV スタッフカー
302. ドイツ 3.7cm対空機関砲37型・クルーセット
303. ソビエト重自走砲 JSU-152
304. Pkw.K1 キューベルワーゲン82型 “ラムケ降下旅団”
305. ドイツ大型軍用乗用車 シュタイヤー1500A/01・アフリカ軍団休息セット
306. ソビエト歩兵 対戦車チームセット
307. ドイツ重駆逐戦車 ヤークトタイガー中期生産型 オットー・カリウス搭乗車
308. イギリス小型軍用車 10HP ティリー（英語版）
309. ソビエト戦車 BT-7 1935年型
310. III号突撃砲G型 “フィンランド軍”
311. ソビエト歩兵 突撃セット （1941-1942）
312. アメリカ 自走榴弾砲M8 出撃待機セット （人形3体付き）
313. アメリカ 軽戦車M5A1ヘッジホッグ 追撃作戦セット（人形4体付き）
314. ドイツ アフリカ軍団歩兵セット
315. ドイツ初期型ジェリカンセット
316. イギリス軍用オートバイ BSA M20（英語版） MPセット
317. ドイツ クルップ・プロッツェ Kfz.70 兵員輸送型
318. フィンランド軍突撃砲 BT-42
319. アメリカ戦車 スーパーパーシング T26E4
320. ドイツ野戦憲兵セット
321. ドイツ軍スタッフカー シムカ5
322. イスラエル軍戦車 M1スーパーシャーマン
323. イスラエル軍戦車 M51 スーパーシャーマン
324. イラク軍戦車 T-55エニグマ
325. ドイツ重駆逐戦車 エレファント
326. アメリカ M1A2 SEP エイブラムス戦車 TUSK II
327. ソビエト戦車 BT-7 1937年型
328. イスラエル軍戦車 ティラン5
329. 陸上自衛隊 10式戦車
330. アメリカ カーゴトラック 6×6 M561 ガマゴート（英語版）
331. 日本陸軍 一式砲戦車 （人形6体付き）
332. アメリカ M151A2 “グレナダ侵攻作戦”
333. イギリス軍空挺兵自転車セット
334. アメリカ M151A1 “ベトナム戦争”
335. ドイツ 重対戦車自走砲 ナースホルン
336. フォード GPA 水陸両用車
337. イギリス軍空挺兵 小型オートバイ（ウェルバイク）セット
338. トヨタ AB型フェートン
339. WWI イギリス歩兵セット
340. ドイツ IV号駆逐戦車/70(V) ラング
341. 日本陸軍将校セット
342. アメリカ M792 ガマゴート（英語版） 野戦救急車
343. ドイツ アフリカ軍団 空軍砲兵セット
344. フランス中戦車 ソミュア S35
345. ドイツ パンサーD型中戦車
346. アメリカ M4A3E8 シャーマン イージーエイト （ヨーロッパ戦線）
347. アメリカ戦車兵セット （ヨーロッパ戦線）
348. ソビエト自走砲 SU-76M
349. フランス軽戦車 AMX-13
350. アメリカ M10駆逐戦車 (中期型)
351. アメリカ 155mm自走砲 M40 ビッグショット
352. イギリス歩兵戦車 バレンタインMk.II/IV
353. ドイツIV号突撃戦車 ブルムベア 後期型
354. ドイツ国防軍 戦車兵セット
355. 歩兵戦車 マチルダMk.III/IV “ソビエト軍”
356. イギリス アーチャー自走対戦車砲
357. ドイツ突撃工兵チーム ゴリアテセット
358. ドイツ ヴェスペ自走榴弾砲 イタリア戦線
359. アメリカ M4A3E8 シャーマン イージーエイト （朝鮮戦争）
360. アメリカ軽戦車 M3スチュアート後期型
361. 陸上自衛隊 16式機動戦闘車
362. フランス主力戦車 ルクレール シリーズ2
363. M3A1スカウトカー
364. ドイツ対戦車自走砲 マーダーIIIM (ノルマンディ戦線)
365. アメリカ空挺戦車 M551 シェリダン (ベトナム戦争)
366. イギリス駆逐戦車 M10 IIC アキリーズ
367. ドイツ重自走榴弾砲 フンメル 後期型
368. 陸上自衛隊 軽装甲機動車(LAV)
369. ドイツ軽戦車 38(t) E/F型
370. ドイツ対戦車自走砲 マーダーI
371. ドイツ歩兵セット (大戦中期)
372. ソビエト重戦車 KV-1 1941年型 初期生産車
373. フランス軽戦車 ルノー R35
374. ドイツ IV号戦車F型
375. ソビエト重戦車 KV-2
376. アメリカ駆逐戦車 M18 ヘルキャット
377. ドイツ Sd.Kfz.2 ケッテンクラート中期型
378. ドイツ IV号戦車G型 初期生産車
379. アメリカ歩兵偵察セット
380. イギリス巡航戦車 コメット
381. ドイツIV号駆逐戦車/70(A)
382. ドイツ歩兵セット (大戦後期)
383. 陸上自衛隊 16式機動戦闘車C5 (ウインチ装置付)
384. ドイツ軍用サイドカーKS600（ドイツ語版）
385. 動物セットII
386. ドイツ機関銃チーム (大戦中期)
387. ドイツ連邦軍主力戦車 レオパルト2A7V
388. ドイツ I号戦車B型
389. フランス軽戦車 オチキス H39
390. アメリカ駆逐戦車 M36

## 1/35戦車シリーズ（モーターライズ）
1. アメリカ陸軍軽戦車 M-41 ウォーカーブルドッグ
2. イギリス陸軍 サラディン装甲車MkII
3. ソビエト陸軍 T-10スターリン重戦車
4. イギリス陸軍中戦車 チーフテン
5. ソビエト陸軍中戦車 T-55コマンダー
6. ソビエト陸軍中戦車 T-34-85
7. フランス 40ミリ対空自走砲ツインフラック AMX-13DCA
8. アメリカ陸軍 M8装甲車グレイハウンド
9. ソビエト襲撃砲戦車 SU-100ジューコフ
10. アメリカ陸軍 M4シャーマン中戦車（M4A3 / M4A3E8 76mm）
11. フランス陸軍 新型中戦車 AMX-30ナポレオン
12. ドイツ重戦車 キングタイガー
13. ドイツ重駆逐戦車 ハンティングタイガー
14. アメリカ陸軍駆逐戦車 M36B2バッファロー
15. ドイツ陸軍 パンサー中戦車
16. ドイツ陸軍 ロンメル襲撃砲戦車
17. 西ドイツ陸軍 レオパルド中戦車
18. ドイツ陸軍重戦車 タイガーI型
19. アメリカ陸軍対空自走砲 M42ダスター
20. アメリカ陸軍 M60A1シャイアン中戦車
21. 日本陸上自衛隊 61式中戦車
22. イギリス陸軍中戦車 センチュリオン マークIII
23. アメリカ陸軍 M551シェリダン空挺戦車
24. ドイツ II号戦車F型
25. ドイツ 8トンハーフトラック
26. ソビエト KV-I戦車C型
27. アメリカ 襲撃砲戦車M36ジャクソン
28. ドイツ III号戦車M/N型
29. ドイツ III号突撃砲G型戦車
30. アメリカ戦車 M60A2チェロキー
31. ソビエト中戦車 T-55コマンダー
32. イギリス戦車 マチルダMk.II
33. アメリカ M113装甲兵員輸送車
34. アメリカ M10襲撃砲戦車
35. アメリカ軽戦車 M41ウォーカーブルドッグ
36. ソビエト T-34/76戦車 1942年型
37. ドイツ IV号戦車H型
38. イギリス戦車 チーフテンMk.5
39. ソビエト重戦車 KV-IIギガント
40. ソビエト T-62A中戦車
41. 陸上自衛隊 74式戦車
42. 西ドイツ対空戦車 ゲパルト
43. アメリカ陸軍主力戦車 M1エイブラムス
44. ドイツ戦車 パンサーG初期型
45. アメリカ M4A3（75）シャーマン戦車
46. WWI イギリス戦車 マークIV メール
47. フランス戦車 B1 bis